# Neoraja africana
Neoraja africana is een vissensoort uit de familie van de Rajidae. De wetenschappelijke naam van de soort is voor het eerst geldig gepubliceerd in 1983 door Stehmann & Séret.